# Paula Fregoso

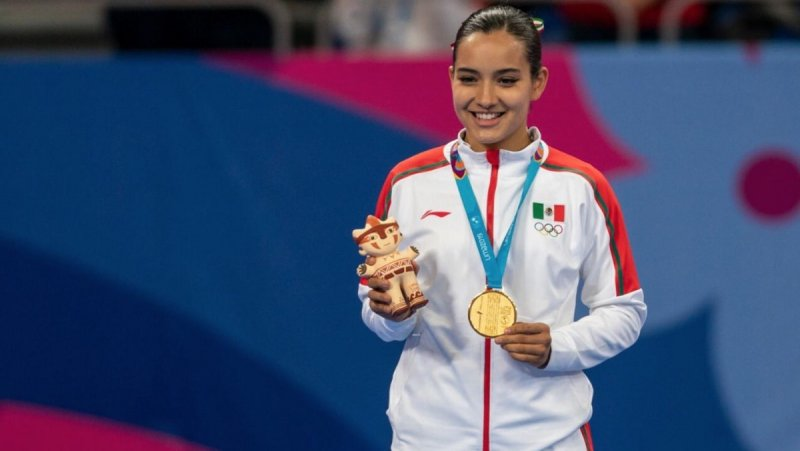
Paula Fregoso

Paula Fregoso Arellano (Guadalajara, 2000 - ) es una practicante de taekwondo mexicana. 
Paula es soldado en las Fuerzas Armadas de México. En 2018 fue nombrada mejor atleta en Mundial de Taekwondo Poomse Taipéi.
Obtuvo la primera medalla de oro para México en los Juegos Panamericanos en la modalidad individual femenil del taekwondo poomsae. 
Por primera vez en este tipo de justas se realizó la modalidad de poomsae en el taekwondo y Fregoso, campeona mundial el año pasado, demostró su calidad con una puntuación de 7.660, inalcanzable para el resto de las competidoras.